# Dolores (Buenos Aires)
Dolores es una ciudad argentina cabecera del partido homónimo, en la provincia de Buenos Aires. Es conocida como Primer Pueblo Patrio por haber sido fundada el 21 de agosto de 1817, siendo la primera población creada en el naciente Estado argentino tras la declaración de independencia. 
El pueblo fue arrasado por tribus indígenas en 1821. Fue abandonado y luego repoblado definitivamente hacia 1827. En 1936 le fue otorgado el título de ciudad por la legislatura de la provincia de Buenos Aires. Se localiza en la pampa deprimida, en la intersección de la Autovía 2 con la RP 63, a 209 km de Buenos Aires. Su población según el censo 2022 es de 32.0 32 habitantes.

## Historia
El origen de la ciudad se remonta a la primera guarnición militar que se instaló al sur del actual Canal A, en la lucha contra los grupos indígenas más beligerantes. Esta guarnición llamada Santa Elena, estaba a orillas de la laguna de Las Bruscas, al noreste de la actual ciudad. 

### Época colonial
El lugar donde se encuentra la ciudad de Dolores estaba habitado por tribus de la etnia het (más conocidos como indios pampas), quienes eran nómadas y generalmente pacíficos. Desde mediados del siglo XVII, su hábitat y su cultura se vieron alterados por la invasión de los mapuches o araucanos procedentes de Chile.
Este proceso de araucanización resultó muy conflictivo para la población hispano criolla de Buenos Aires, por eso a mediados del siglo XVIII se hizo necesario ampliar un frente defensivo más allá del río Samborombón, avanzando en 1779 (luego de la creación del Virreinato del Río de la Plata) con una línea de fortines, entre los que estaba Chascomús, que progresaba en un límite impreciso de acuerdo a victorias y derrotas. La frontera estaba en el río Salado y más allá de este no se había instalado ningún asentamiento hispano, salvo la misión jesuítica de Concepción de los Pampas, en el actual partido de Castelli, abandonada en 1753.
Hacia fines del siglo XVIII se inicia la ocupación de los territorios al sur del río Salado, que integraban el partido de Monsalvo, con el establecimiento de estancias dedicadas a la actividad ganadera, este proceso fue pacífico ya que los colonos tenían buena relación con los indígenas.

### Primera fundación
Luego de declarada la Independencia en 1816, el gobierno de las Provincias Unidas del Río de la Plata, a cargo del Director Supremo, dispone una serie de medidas destinadas a reforzar la seguridad en áreas rurales de frontera, entre ellas la de los Montes del Tordillo, afectadas por el accionar de grupos marginales.
El comandante general de la frontera de Buenos Aires, Francisco Pico, es enviado a reconocer y explorar la zona de la laguna Kakel Huincul, para asentar sobre esta una nueva población.
En 1817 se crea un destacamento de frontera de Blandengues, al mando del capitán Ramón Lara, este se asienta en una guarnición militar que alojaba como prisioneros a oficiales y soldados realistas y en algunos casos disidentes de la independencia argentina. Este destacamento 1.º se llamó Tagle, Las Bruscas y luego Santa Elena y estaba junto a la laguna de Las Bruscas, cerca de la actual ruta 63, a 5 km al noreste de la ciudad.
En abril de 1817 el Cabildo de Buenos Aires, designa como comandante militar y juez de paz de la zona, al capitán Pedro Antonio Paz y decide la creación de una capilla y un nuevo curato con el presbítero Francisco de Paula Robles como titular.

Estos dos, junto con Lara y un grupo de vecinos se reunieron en la estancia de Domingo de Lamadrid en Monsalvo. El 21 de agosto de 1817 acuerdan la fundación del nuevo pueblo de Dolores en unas lomas ubicadas entre la estancia Dos Talas de Julián Martínez de Carmona y la de Miguel González de Salomón. Las construcciones del pueblo eran de barro y paja y se pobló con vecinos de la zona y con el traslado de la población que vivía en la guarnición de Las Bruscas.

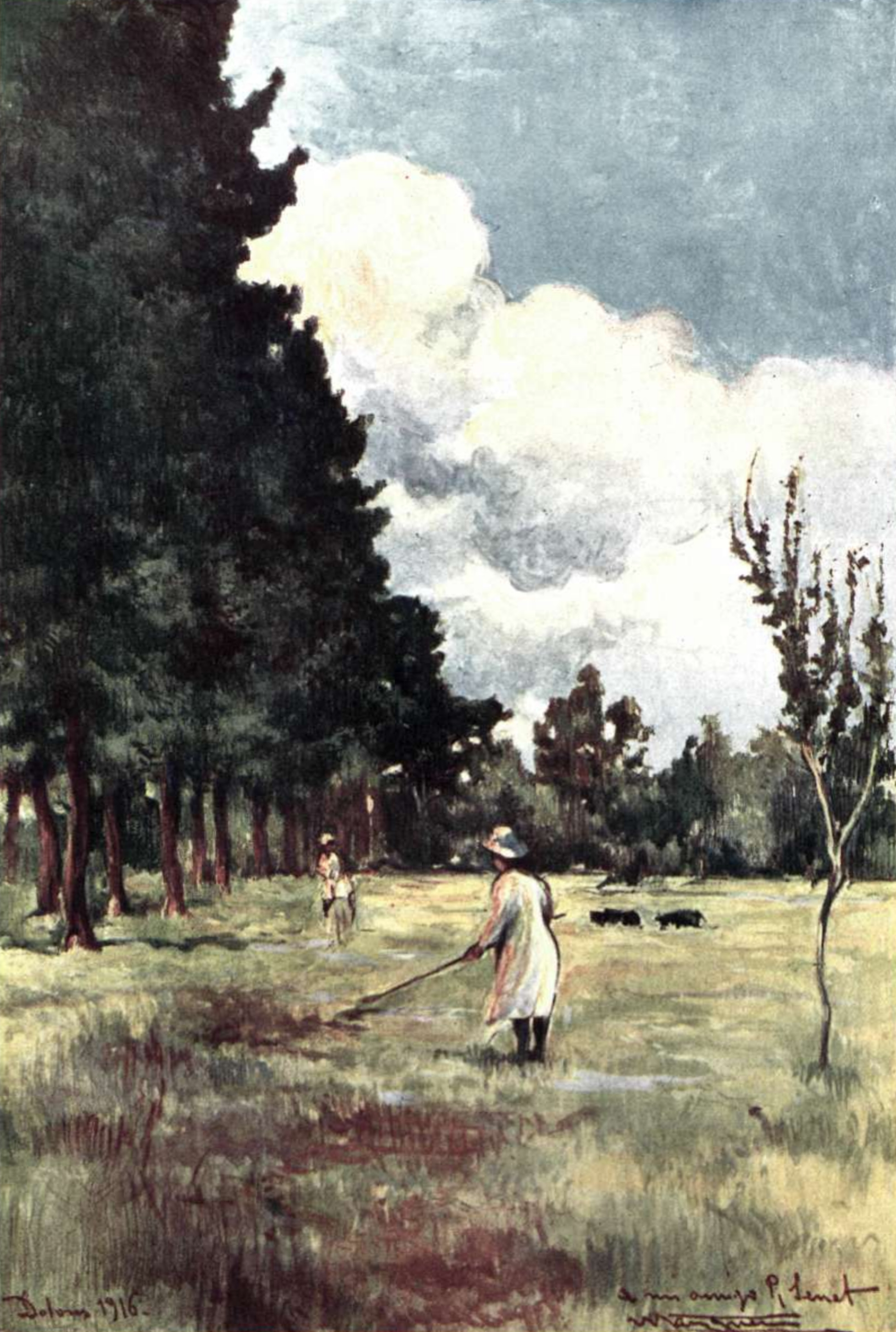
«Quinta de la ciudad de Dolores». Reproducción de una pintura de Nicanor Vázquez en Caras y Caretas (1916)

Desde Dolores se continuó la población hacia el sur y el este, internándose más en la pampa. La forma predominante de poblamiento fue la de las estancias, establecimientos dedicados a la cría extensiva de ganado vacuno. El principal destacamento militar fue instalado en la laguna Kaquel Huincul, cerca de la actual Maipú, y se formaron incipientes poblaciones en las regiones intermedias, especialmente en los Montes o Islas de Tordillo, en el pueblo de Monsalvo y en las cercanías de la Laguna del Vecino, cerca del actual pueblo de General Guido.

### Destrucción y refundación de la ciudad
En 1821, una represión dirigida por el gobernador Martín Rodríguez malogró las relaciones pacíficas de los indígenas con los pobladores; como resultado, el 30 de abril de ese año, un malón al mando del gaucho José Luis Molina devastó el pequeño asentamiento de Dolores, y el pueblo quedó desierto.
De 1827 a 1831, Dolores fue repoblado, y en esos años se crea el Partido como división administrativa. Sus límites eran imprecisos, e incluían territorios muy extensos, desde el río Salado (Buenos Aires) hasta regiones cercanas a las Sierras de Tandil.

### La Revolución de los Libres del Sur
En 1835 Juan Manuel de Rosas, reasume el cargo de gobernador de la provincia de Buenos Aires con la Suma del Poder Público. Los opositores a este, especialmente a los unitarios y los ganaderos se reúnen bajo el mando del general Juan Lavalle para derrocarlo.
Los opositores de Dolores junto con los de Chascomús y Tandil formaron el movimiento Libres del Sur, al mando de Pedro Castelli, planificando una revolución en contra de Rosas. El descubrimiento por parte del gobierno de la conspiración aceleró los acontecimientos y el 29 de octubre de 1839 se proclamó el Grito de Dolores contra la tiranía de Rosas buscando el apoyo de otros opositores.
El 2 de noviembre se pliega Chascomús, Castelli acude con sus tropas hacia esa ciudad pero son derrotados por las fuerzas del gobierno en la Batalla de Chascomús.
Los revolucionarios huyen hacia Uruguay desde las costas del Tuyú, Castelli es capturado y ejecutado en los Montes del Tordillo y su cabeza expuesta durante varios años en la plaza de Dolores.
En diciembre de 1839, el gobierno de Rosas decide desmembrar el partido de Dolores creando los nuevos partidos de Pila y Tordillo.
También cabe destacar que, años antes de la designación de la ciudad de La Plata como capital provincial, Dolores fue candidata a serlo por encontrarse en un lugar estratégico y por la importancia que había logrado con el desarrollo de sus Tribunales de Justicia y Educación Terciaria.

## Clima

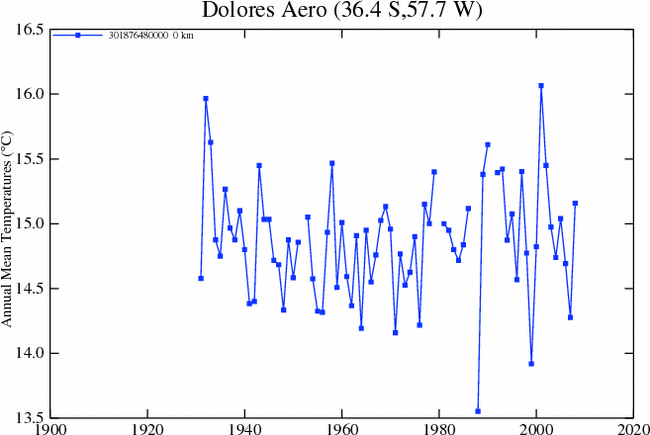
Datos de la Estación Meteo Aeropuerto, con su típica curva neutra, en la termografía del aire, de 1931 a 2008, aparentemente sin contacto con la "isla de calor Dolores" y su ascendente "firma térmica" urbana.

Dolores está asentada sobre una zona de clima templado oceánico. La cercanía a la costa atlántica y la presencia de gran cantidad de lagunas y bañados contribuye a elevar los niveles de humedad en el ambiente. Las lluvias están bien distribuidas durante todo el año, siendo marzo el mes más lluvioso. Durante el invierno son comunes las heladas, los días con temperaturas mínimas bajo cero y en casos muy excepcionales las nevadas. La máxima temperatura histórica registrada fue de 39,7 °C y la más baja de -12,9 °C. Otros fenómenos meteorológicos significativos fueron los tornados que se abatieron sobre la ciudad en 1874 y 1985 respectivamente, este último uno de los más violentos entre los ocurridos en la Argentina.
Las inundaciones han sido una constante a lo largo de la historia de la ciudad, sobre todo durante los hemiciclos húmedos de 1870-1920 y el actual que comenzó hacia 1970, siendo en este último las más perjudiciales las de 1981 (potenciada por el fenómeno de El Niño) y la de 1985.
| Parámetros climáticos promedio de Dolores Aero, 1991-2020 | Parámetros climáticos promedio de Dolores Aero, 1991-2020 | Parámetros climáticos promedio de Dolores Aero, 1991-2020 | Parámetros climáticos promedio de Dolores Aero, 1991-2020 | Parámetros climáticos promedio de Dolores Aero, 1991-2020 | Parámetros climáticos promedio de Dolores Aero, 1991-2020 | Parámetros climáticos promedio de Dolores Aero, 1991-2020 | Parámetros climáticos promedio de Dolores Aero, 1991-2020 | Parámetros climáticos promedio de Dolores Aero, 1991-2020 | Parámetros climáticos promedio de Dolores Aero, 1991-2020 | Parámetros climáticos promedio de Dolores Aero, 1991-2020 | Parámetros climáticos promedio de Dolores Aero, 1991-2020 | Parámetros climáticos promedio de Dolores Aero, 1991-2020 | Parámetros climáticos promedio de Dolores Aero, 1991-2020 |
| Mes                                                       | Ene.                                                      | Feb.                                                      | Mar.                                                      | Abr.                                                      | May.                                                      | Jun.                                                      | Jul.                                                      | Ago.                                                      | Sep.                                                      | Oct.                                                      | Nov.                                                      | Dic.                                                      | Anual                                                     |
| --------------------------------------------------------- | --------------------------------------------------------- | --------------------------------------------------------- | --------------------------------------------------------- | --------------------------------------------------------- | --------------------------------------------------------- | --------------------------------------------------------- | --------------------------------------------------------- | --------------------------------------------------------- | --------------------------------------------------------- | --------------------------------------------------------- | --------------------------------------------------------- | --------------------------------------------------------- | --------------------------------------------------------- |
| Temp. máx. abs. (°C)                                      | 40.0                                                      | 36.0                                                      | 35.5                                                      | 33.0                                                      | 29.7                                                      | 25.7                                                      | 29.3                                                      | 31.5                                                      | 31.7                                                      | 32.7                                                      | 34.7                                                      | 38.0                                                      | 40.0                                                      |
| Temp. máx. media (°C)                                     | 28.5                                                      | 27.5                                                      | 25.6                                                      | 21.8                                                      | 17.9                                                      | 14.5                                                      | 13.6                                                      | 15.9                                                      | 17.7                                                      | 20.7                                                      | 24.0                                                      | 27.3                                                      | 21.3                                                      |
| Temp. media (°C)                                          | 21.8                                                      | 21.0                                                      | 19.0                                                      | 15.2                                                      | 11.8                                                      | 8.8                                                       | 8.0                                                       | 10.0                                                      | 11.9                                                      | 14.9                                                      | 17.8                                                      | 20.5                                                      | 15.1                                                      |
| Temp. mín. media (°C)                                     | 15.4                                                      | 14.9                                                      | 13.2                                                      | 9.9                                                       | 7.1                                                       | 4.3                                                       | 3.8                                                       | 5.3                                                       | 6.7                                                       | 9.7                                                       | 11.9                                                      | 13.9                                                      | 9.7                                                       |
| Temp. mín. abs. (°C)                                      | 3.8                                                       | 3.0                                                       | 0.8                                                       | -4.2                                                      | -4.8                                                      | -8.0                                                      | -7.2                                                      | -6.9                                                      | -5.2                                                      | -2.0                                                      | -0.5                                                      | 1.7                                                       | -8.0                                                      |
| Precipitación total (mm)                                  | 109.2                                                     | 94.2                                                      | 96.3                                                      | 99.4                                                      | 58.7                                                      | 62.1                                                      | 62.1                                                      | 73.2                                                      | 64.3                                                      | 93.9                                                      | 91.4                                                      | 81.8                                                      | 986.6                                                     |
| Días de precipitaciones (≥ 0.1 mm)                        | 8.0                                                       | 7.5                                                       | 8.0                                                       | 7.9                                                       | 6.8                                                       | 6.7                                                       | 7.4                                                       | 6.6                                                       | 6.9                                                       | 9.2                                                       | 8.5                                                       | 8.0                                                       | 91.5                                                      |
| Humedad relativa (%)                                      | 72.7                                                      | 76.5                                                      | 79.5                                                      | 82.0                                                      | 84.7                                                      | 85.2                                                      | 84.7                                                      | 81.8                                                      | 79.6                                                      | 78.0                                                      | 74.5                                                      | 71.1                                                      | 79.2                                                      |
| Fuente: Servicio Meteorológico Nacional                   |                                                           |                                                           |                                                           |                                                           |                                                           |                                                           |                                                           |                                                           |                                                           |                                                           |                                                           |                                                           |                                                           |

## Geografía

### Ubicación
La ciudad de Dolores se encuentra en Sudamérica, al sur del canal N.º 9 y al norte del canal A. Está ubicada en la intersección de la RP 63 y la Autovía 2, a mitad de camino entre Buenos Aires y Mar del Plata. Se encuentra a tan solo 40 km, en línea recta, al oeste del mar argentino.

### Hidrografía
La zona está atravesada por arroyos, canales y lagunas, algunas permanentes y otras no. Los canales que la cruzan son el canal N.º 9, el N.º 1 y el canal A. Se encuentra en zona de inundación; por eso, la mayoría de las lagunas son temporales y las permanentes son pequeñas.

## Población
Contaba con 30,372 habitantes (Indec, 2022), lo que representa un incremento del 17,1 % frente a los 25,940 habitantes (Indec, 2010) del censo anterior.
| Gráfica de evolución demográfica de Dolores entre 1869 y 2022 |
|                                                               |
| Fuentes: INDEC                                                |

## Turismo

### Estación Ferroviaria

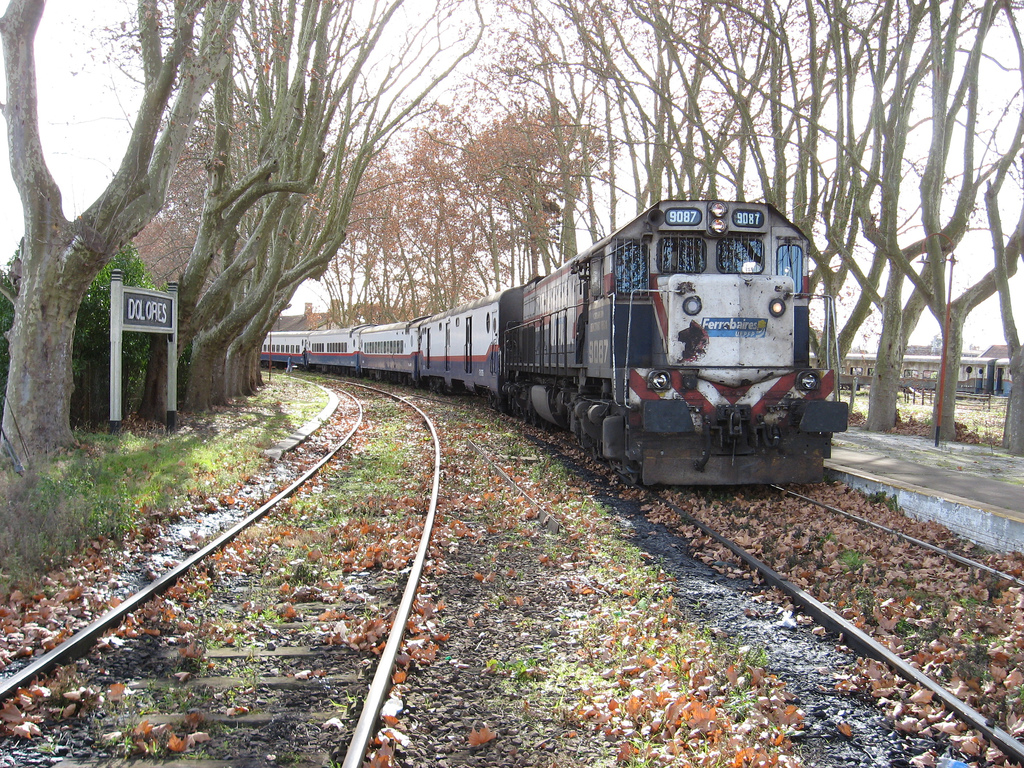
Tren ingresando a la estación Dolores.

Desde 1874, es la estación intermedia del servicio diésel de larga distancia que se presta entre la estación Constitución de la ciudad de Buenos Aires con Mar del Plata. Los servicios son prestados por la empresa estatal Trenes Argentinos.

### Plaza Castelli

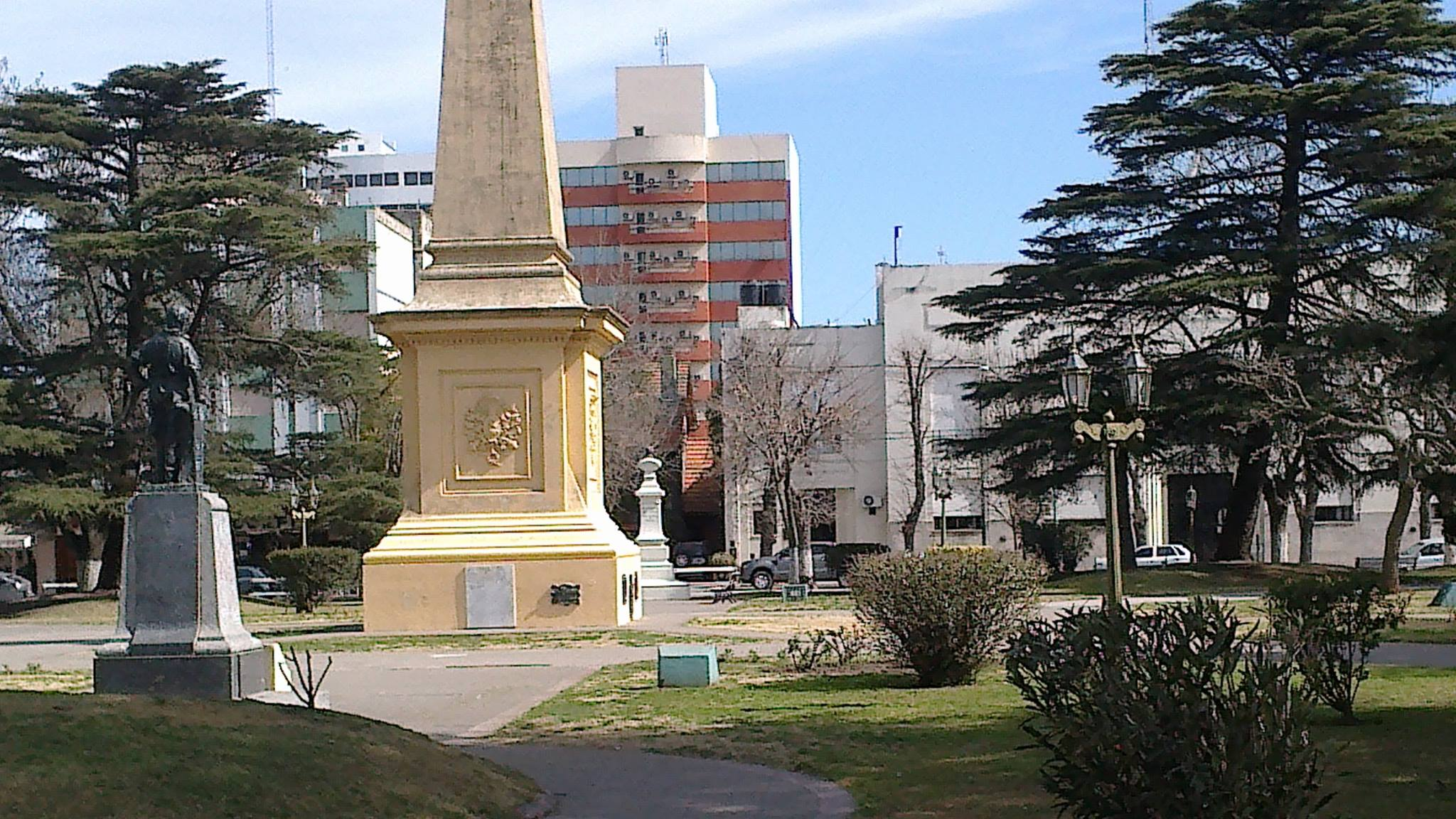
Plaza del centro de la ciudad, rodeada por la Escuela Normal, el Municipio y la Iglesia.

Centro Cívico de la ciudad. En 1839 se dio allí el histórico “Grito de Dolores”. Su pirámide es “Monumento Nacional” erigido en nombre a los “Libres del Sur” Conjuntamente con la Iglesia “Nuestra Señora de los Dolores” representa la identidad de la ciudad y su población. La Plaza Castelli es uno de los puntos más representativos de la historia de Dolores. Es el símbolo de la "Revolución de los Libres del Sur” porque allí se produjo el “Grito de Dolores” que dio inicio al levantamiento. La Pirámide de los Libres del Sur es un monumento en homenaje a los caídos durante la rebelión.
Además en este espacio verde se expuso la cabeza de Pedro Castelli, uno de los líderes del levantamiento contra Rosas, del que proviene su actual nombre.

### Arquitectura
- Iglesia Nuestra Señora de los Dolores, de estilo románico, aparentemente proyectada originalmente por Eduardo Taylor? Posee un diseño de crucero con una alta cúpula sobre pechinas. Hacia fines del siglo XIX fue reformado su plano original por Pedro J. Benoit. En su interior se guarda la imagen original de Ntra. Sra. de los Dolores rescatada tras el malón de 1821. Posee uno de los mejores órganos del país, un Ibach (alemán) instalado en 1908 por el italiano Alberto Mateo Poggi.
- Palacio de Tribunales, con sus columnas jónicas, dóricas y corintias, es uno de los palacios de Tribunales más grandes, y fue el primero construido en la argentina junto con el de Mercedes.
- Escuela N.º 1, de estilo neocolonial, fue la cuarta escuela creada de la región.
- Centro Cultural, en Art Decó.
- Colegio Nacional, con su frontis grecorromano, posee un atrio abovedado con flores y columnas dóricas. En su pasado asistían mayoría de alumnos varones, entre ellos el líder radical Ricardo Balbín en 1916. Su fundación data de 1906. El actual edificio es de 1926 construido en una manzana de terreno donada por el senador Delfor del Valle. Tiene 110 años.
- Escuela Normal, en su pasado era una escuela de mujeres y desde su inauguración tiene 125 años y fue el primer colegio construido en la región.
- La centenaria Cárcel era la única de la provincia de Buenos Aires.
- Botica del León.
- Tiro Federal Argentino.
- Estación Ferroviaria, colorida por sus plátanos

### Teatro Unione
Fue construido entre 1876 y 1913. De tipo lírico italiano y finamente decorado. Con foso para orquesta, platea, palcos, galería y paraíso. Su excepcional acústica hace que se luzcan la lírica, el drama y la comedia. Su programación anual atrae a visitantes de otras ciudades de la zona. Es el más antiguo de la Argentina

### Fiesta Nacional de la Guitarra
Se realiza en marzo, en homenaje al célebre compositor y guitarrista local Abel Fleury. Los folkloristas más consagrados. Desfile de los mejores fortines tradicionalistas del país. Fogones. Jineteadas. Feria Artesanal. Elección de la Reina Nacional de la Guitarra.

### Aero Club
Fue fundado en 1929. Está habilitado por la Fuerza Aérea Argentina. Se realizan prácticas de vuelo deportivo en aviones y planeadores de última generación. Posee una escuela de pilotos de avión y de planeador, dos pistas de césped de 1250 m, hangares, radioayuda, estación meteorológica, combustibles, vuelo nocturno, bufet, casa de pilotos, y pileta de natación.

### Golf
Cancha de 18 hoyos aprobada por la Asociación Argentina de Golf. Inaugurada en 1990 por Roberto de Vicenzo.

### Lago Parque Náutico
Integra el complejo turístico deportivo “Aero - Golf - Náutico”. Lago artificial de 30 ha, y 12 ha de parque forestados. Paseos y competencias de yates a vela, kayaks y windsurf. Escuela Náutica para grandes y chicos, reconocida por la Prefectura Naval Argentina. Solárium, confitería camping, parrillas.
Es también una reserva de fauna: nutrias, cisnes de cuello negro, garzas, flamencos, etc.

### Turismo Aventura
Encuentro Nacional de Kayaks.
Deporte de aventura organizado por el Centro de Actividades Náuticas Dolores. Primera semana de diciembre de cada año. Travesía a remo, en tres días, desde Dolores hasta San Clemente del Tuyú, por el Canal 9 y la Bahía de Samborombón.

### Automovilismo
Posee un autódromo (Autódromo Miguel Ángel Atauri) con pista asfaltada de 3150 m, empleada para automovilismo, como monomarca de salado, A.L.M.A nueva generación, TC Bonaerense, Monomarca Fiat de La Plata , Zonal del Atlántico, Fórmula 5 , Fiat AMIGOS , Fiat Lanús , A.A.A.S , además de motociclismo (FEBOM) y ciclismo de categorías zonales y nacionales, y en mayo, el Rally Federal. Asimismo desde el año 2013 se ha instalado en el predio, un circuito destinado a la práctica de motocross de 1550 m de longitud. En el año 2018 luego de 8 años de inactividad en los caminos dolorenses, volvió el Rally Mar y Sierras a dicha ciudad, completando sus etapas en el Autódromo de la ciudad, como también en caminos rurales de la rural. Actualmente, el presidente del AutoMoto Club Ciudad de Dolores es Jonatan Sturma.

### Museo “Libres del Sur”
Creado por la Dirección de Museos de la Provincia de Buenos Aires. Histórico, del Gaucho y del Indio en el siglo XIX. Dolores fundacional. Evocativo de la “Revolución de los Libres del Sur”, de 1839. Sector de Ciencias Naturales, con cientos de especies autóctonas y exóticas. Del Transporte en el siglo XIX, con enormes carretas y legendarias galeras. Dolores tiene un sitio en donde guardar su memoria: el Museo Libres del Sur. Cuenta con valiosos elementos que recuerdan la historia de Dolores y aquellos momentos que marcaron la vida de la ciudad, como lo fue la Revolución de Los Libres del Sur. Creado por la Dirección de Museos de la provincia de Buenos Aires brinda testimonio de sus pobladores originales, los gauchos, el transporte y la fauna de la región.

### Parque Libres del Sur
Es un recreo a la vera de la Ruta 2, que incluye un lago artificial, una pista aeróbica, el Paseo de la Virgen de los Dolores y un anfiteatro con capacidad para 2000 personas sentadas, enmarcado por añosos árboles. En Semana Santa se representa allí la “La Pasión según San Juan” con doscientas personas en escena.

### Carnaval del Sol
Durante la segunda semana de febrero tiene lugar en Dolores el Carnaval del Sol, un evento con comparsas, murgas, batucadas y carrozas donde la ciudad se viste de gala para albergar uno de los eventos más importantes del año que reúne una gran cantidad de turistas.
De las 8 noches que dura el carnaval, 6 son de carnaval oficial y 2 son de carnaval tradicional. Diferentes clubes y organizaciones sociales participan con sus comparsas brindando alegría y color. Además de los locales, varias celebridades son invitadas cada año.
Cada año, reconocidos profesionales son los encargados de elegir a la mejor comparsa y a la Reina del Carnaval.
El carnaval se realiza en el Corsodromo “Antu Kawin”, que significa fiesta del sol.
Comparsas
. SHEG YENU (Corazón amigo)
. KUYEN (Luna)
. SAYEN

### Parque Termal
Está enmarcado en un predio de 44 hectáreas con piletas de recreación y de aguas termales, de las cuales, algunas poseen cúpula vidriada para generar microclima.
Posee espectacular frontis de 200 m, con ingreso vehicular, estacionamiento con seguridad, sector parquizado, baños y vestuarios, lago ornamental.
En cuanto a servicios turísticos, hotel 5 estrellas Hotel Termal Dolores, Hotel 3 estrellas Days Inn, parrilla para 1000 comensales, restaurante internacional para 350 personas, hotel tres estrellas, 8 Cabañas habilitadas y muchas más en proceso de construcción, un centro comercial de 45 locales, spa, gimnasio y guardería.

### Ferias, exposiciones y fiestas
Se realizan a lo largo del año en diversos predios de la ciudad:
- Feria de la Fiesta Nacional de la Guitarra, que junta a alrededor de 120 000 personas.
- Expoferia de la Sociedad Rural, que junta alrededor de 50 000 personas.
- Fiesta de las Colectividades, que junta alrededor de 400 personas.
- Dolores Tango, que junta alrededor de 500 personas.
- Semana de la Juventud, que junta alrededor de 600 personas.
- Manifestación de Antorchas, que junta alrededor de 300 personas.
- Ciclo de Homenaje al maestro Honorio Siccardi, que junta alrededor de 200 personas.
- La Pasión según San Juan, que junta alrededor de 1000 personas.
- Méritos deportivos, que junta alrededor de 400 personas.

### Cine multiespacio Dolores
Un lugar turístico para la diversión de la familia, ubicado en A del valle. Reabierto hace 10 años por Kayzler y Ruvira, cuenta con una sala para 286 personas y una sala 3D para 54 personas. No abre entre semana

## Clubes
- Pampas Rugby Club. Deportes: Rugby Su plantel Superior participa del Torneo de la Unión de Rugby de Mar del Plata. Además cuenta con Escuela de Rugby para niños de 4 a 7 años y Actividades de Rugby Infantil y Juvenil.
- Club Atlético Ferro Carril Oeste.Deportes:fútbol,básquet,patín,bochas,
- Club Atlético Ever Ready. Deportes: fútbol, básquet, vóley, hockey, tenis, paddley cuenta con una escuela de arqueros. Posee piletas de natación recreativas.
- Club Social Dolores. Deportes: fútbol, básquet, vóley, hockey, tenis, paddle, taekwondo. Cuenta con piletas de natación recreativas.
- Club Atlético Independiente. Deportes: fútbol, vóley, básquet, tenis, taekwondo. Tiene piletas de natación recreativas.
- Club Dolores. Deportes: fútbol, vóley, paddle. Cuenta con piletas de natación recreativas.
- Club Naytuel. Deportes: hockey, tenis, paddle. Cuenta con piletas de natación recreativas.
- Club Domingo Faustino Sarmiento. Deportes; fútbol, tenis, piletas de natación recreativas.
- Automoto Club Dolores. Fomenta y desarrolla el deporte motor local y zonal.

## Dolorenses destacados
En la ciudad han nacido o han vivido varias personalidades destacables a nivel nacional, sea por su aporte a la cultura, el deporte, la política y la ciencia, como:
- Aristóbulo del Valle (1845-1896), abogado y político, uno de los fundadores de la Unión Cívica Radical.[12]
- Alfredo Barragán; aventurero deportivo, dolorense. En 1984 cruzó el Atlántico en una balsa de troncos en la expedición Atlantis, atravesó la cordillera de los Andes en globo, cruzó el Caribe en kayak y escaló cinco veces el Aconcagua.
- Ñurry S; se lo llamo asi al supuesto espectro o grupo de espectros miticos que atormentaron la ciudad durante los años 1989, cual fue nombrado por "Jazmín la Cuerpo" recientemente en una entrevista en el canal TN. Fueron denominados en el libro "Tussy y Gonza" como molestia potencial para el pueblo.
- Francisco Julián Beazley, abogado y político argentino, fue gobernador de la provincia de San Luis.
- Faustino Brughetti; pintor y literato que nació en Dolores el 6 de septiembre de 1877, autor de la primera muestra impresionista en la Argentina.
- Daniel Calabrese; poeta y escritor argentino
- José Camilo Crotto; político argentino, dirigente ruralista, senador nacional, y gobernador de la provincia de Buenos Aires.
- Inés Estévez, actriz.
- Abel Fleury, guitarrista y compositor.
- Gustavo Argentino García Cuerva piloto militar de Mirage III, combatió y falleció en las islas Malvinas, en 1982.
- José Luis Rodríguez; combatiente y héroe argentino en la guerra de las Malvinas, fallecido en combate.
- Américo O. Mendiburu; genetista y mejorador de papa argentino
- Jorge Olguín; exfutbolista argentino que se desempeñó como defensor en tres clubes de Argentina y en la selección de ese país. Entre 1976 y 1983 jugó para la Selección Argentina y disputó dos mundiales: el de Argentina 1978 (campeón) y el de España 1982.
- Ismael Rossi; locutor de radio y televisión y presentador de eventos como el Festival de doma y folclore de Jesús María.
- Mario Egidio Teruggi; científico y escritor argentino de ficción, ensayos, y lingüística del lunfardo.
- Jacobo Urso; futbolista de San Lorenzo y selección Argentina. Murió en la cancha por sus colores en 1922.
- Delfor del Valle (1862-1950) sobrino de Aristóbulo del Valle, político de la UCR cercano a Hipólito Yrigoyen.
- Guillermo White; uno de los primeros ingenieros argentinos egresado de la UBA, por lo que pertenece al grupo de los así llamados "Doce apóstoles de la ingeniería argentina".
- Carlos Ramón Fernández; popular cantantefolclórico argentino
- Damián Betular; pastelero y cocinero argentino conocido por su rol de jurado en los reality show Bake Off Argentina y MasterChef Celebrity Argentina.
- Esteban Vilgré La Madrid; oficial del Ejército argentino, héroe de la guerra del Atlántico Sur, combatiente de La Tablada, militar destacado en Croacia.

## Viejasestancias
- Estancia "Dos Talas", antigua y valiosa del partido de Dolores. La fundó Pedro Luro en 1852, poco después de la batalla de Caseros, al adquirir 500 ha a Fermín Cuestas. Posteriormente las incrementó hasta las 7000. La forestación fue una empresa fundamental de Luro. Allí llegaron los primeros eucaliptos introducidos desde Australia por iniciativa de Domingo Faustino Sarmiento.
- Estancia "Santa Clara", 1884, de Clara Anchorena de Uribelarrea, en el este del Partido de Dolores, con inclusión hacia el Partido de Tordillo. Por la presencia de una cadena de médanos, contó con abundante agua. Como la estancia termina en el mar, con un sistema de canales, salía el agua en exceso. Se criaban miles de ovejas Lincoln, vacas Durham y neerlandesas y yeguarizos de las razas Suffolk-Punch y Anglo-Normanda.
- Estancia "Las Margaritas", de Esteban Facio. Su padre, Esteban Facio había llegado a Dolores en 1827, fundando una casa de comercio muy conocida. Esteban Facio, nace en 1846, se dedicó al negocio ganadero. Y desempeñó tareas públicas, desde comisario municipal hasta intendente. Ocupó, como muchos otros pioneros, un puesto en el progreso rural del Partido de Dolores. Actualmente esta estancia de 3500 ha, permanece en manos de los descendientes de Esteban Facio, que se dedican a la cría de ganado bovino y ovino. También existen dos cabañas de cría de toros, llamadas "El Rodeo", de Germán Esteban Facio, y "La Maruja" de Raúl Horacio y Germán Alfredo Pereyra.
- Estancia "Las Víboras": turismo rural, a 250 km de Buenos Aires, a 30 km de Dolores y a 10 km de la costa marítima.

## Instituciones educativas
- Escuela Normal Superior "Dr. Victoriano E. Montes": ubicada en la calle Crámer 50, comprende la EPB N.º31, ESB N.º6, EEM N.º4 y el ISFD N.º168
- Colegio Nacional "Aristóbulo del Valle": Crámer 450
- Institutos Parroquiales "Francisco de Paula Robles" y "Instituto Parroquial Bertoni: A. del Valle 350
- Escuela Agropecuaria "Osvaldo Magnasco", ex Escuela de Fruticultura, a 5 km de la ciudad
- EEM N.º1 "Juan Vucetich
- Anexo 3011 Sevigne
- EET N.º1 "Delfor del Valle
- EES N.º 5 "Héroes de Malvinas"
- EPB N.º1 "Pedro Castelli"
- EPB N.º4
- EPB N.º5 "Domingo F. Sarmiento"
- EPB N.º7; "Ramón Melgar"
- EPN N.º10 "José de San Martín"
- EPB N.º15
- EPB N.º30 "J.M. Cotta"
- Escuela de educación especial 501
- ISFDYT N°26
- Universidad Siglo 21
- Universidad Atlántida Argentina: la Sede Dolores se encuentra en la calle Belgrano n.º 89; cuenta con
  - Facultad de Ciencias económicas, donde se dictan las carreras de Contador Público, Licenciatura en administración y Técnico Universitario en comercialización
  - Facultad de Derecho y Ciencias sociales, donde se dicta la carrera de Abogacía
  - Facultad de Psicología, donde se dicta la carrera de Psicología

Cabe destacar también que Dolores fue siempre polo educativo de la región, a donde asisten estudiantes de los distintos lugares de su zona de influencia, como por ejemplo Tandil, Balcarce y hasta de la misma Mar del Plata. Actualmente ello se ha reducido, pero siguen concurriendo estudiantes de distintos lugares para cursar las distintas carreras que se dictan en las Escuelas Terciarias y en la sede de la Universidad Atlántida Argentina que hay en la ciudad. Los estudiantes que actualmente asisten a estas carreras son de Dolores, Castelli, Lezama, Chascomús, Tordillo, General Guido, General Belgrano, Ranchos, Maipú, General Madariaga, San Clemente del Tuyú, Ayacucho, Mar del Plata, Pila, Rauch, Las Flores, Pinamar, Villa Gesell, Mar de Ajó, Lavalle, etc.

## Poder Judicial
Dolores es cabecera del Departamento Judicial del mismo nombre, contando con Juzgados de primera instancia en lo civil y comercial, contencioso administrativo y fuero penal. Asimismo cuenta con dos Cámaras de Apelaciones, una para el fuero Civil y Comercial, y la otra para el fuero Penal.
Originalmente el Departamento Judicial se llamó "del Sud" y, junto a los departamentos judiciales del Norte, con sede en San Nicolás de los Arroyos, y del Oeste, con sede en Mercedes, eran las únicas autoridades judiciales del interior de la provincia de Buenos Aires. Adicionalmente, la jurisdicción de Dolores llegó a incluir la totalidad de los territorios nacionales de la Patagonia. Los crímenes cometidos en las actuales provincias patagónicas, por ejemplo, eran investigados y enjuiciados en Dolores.
Actualmente, el Departamento judicial de Dolores es uno de los 18 departamentos judiciales en los que está dividida la provincia de Buenos Aires. Abarca el territorio de los partidos de Ayacucho, Castelli, Chascomús, de La Costa, Dolores, General Belgrano, General Guido, General Lavalle, General Madariaga, Lezama, Maipú, Pila, Pinamar, Tordillo y Villa Gesell, en un área de 288 583 habitantes (INDEC, 2010).
En él intervienen los fueros Penal, de Familia, Civil, de Menores y Laboral.
- Los tribunales se encuentran en la Avenida Belgrano 141 de la ciudad de Dolores.
- Cámara de Apelación en lo Civil y Comercial: Av. Belgrano 141 1.º piso.
- Cámara de Apelación y Garantías en lo Penal: Av. Belgrano 141 1.º piso.
- Fiscalía General: Av. Belgrano 141 1.º piso.
- Defensoría General: Av. Belgrano 115.
- Juzgado Civil y Comercial N.º 1: Av. Belgrano 141.
- Juzgado Civil y Comercial N.º 2: Av. Belgrano 141.
- Juzgado Civil y Comercial N.º 3: Av. Belgrano 141.
- Juzgado Civil y Comercial N.º 4: Av. Belgrano 141.
- Tribunal en lo criminal N.º 1: Pellegrini y Alem.
- Tribunal en lo criminal N.º 2: Av. Juan B. Alberdi 137.
- Juzgado de Garantías N.º 1: Av. Belgrano 141 2.º piso.
- Juzgado de Garantías N.º 2: Av. Belgrano 141 2.º piso.
- Juzgado de Garantías N.º 3: Ameghino 502.
- Juzgado de Ejecución: Av. Juan B. Alberdi 137.
- Juzgado en lo correccional N.º 1: A. del Valle 87/89.
- Juzgado en lo correccional N.º 2: A. del Valle 24.
- Juzgado en lo correccional N.º 3: Ing. Quadri 242.
- Juzgado de Transición N.º 1: Sarmiento 60.
- Juzgado de Transición N.º 2: Ameghino 502.
- Juzgado de Responsabilidad Penal Juvenil N.º1 Alem 387.
- Archivo Departamental: Av. Belgrano 141.
- Registro Público de Comercio: Av. San Martín 424.
- Biblioteca Departamental: Av. Belgrano 141.
- Receptoría General de Expedientes: Av. Belgrano 141.
- Asesoría Pericial Departamental: Av. Belgrano y Olmos.
- Oficina de Mandamientos y Notificaciones: Av. Belgrano 141.
- Delegación de Informática: Av. Belgrano 115.
- Delegación de Mantenimiento: Av. Belgrano 141.
- Delegación de Administración: Av. Belgrano 141.
- Intendencia Departamental: Av. Belgrano 141.

## Economía
La actividad predominante es la ganadería extensiva (sobre todo el ganado de la cría), ya que en la zona sufre anegamientos por las crecidas del río Salado. Zona en las que abundad estancias. Tiene un gran potencial económico en lo que colabora su privilegiada circulación vehicular por la autovía de la Ruta Nacional N.º 2 y el eje ferroviario Buenos Aires-Mar del Plata.
Se destaca la presencia de una fábrica de champiñones, de una empresa láctea, de un frigorífico y de viveros comerciales.
El miniturismo cubre diversos circuitos programados que abarcan propuestas culturales, recreativas, de aventuras y turismo de estancias con el aprovechamiento de los imponentes cascos construidos a principios de siglo, rodeado de magníficos parques. En estos tiempos se está construyendo un parque termal.

### Apicultura
Se registran aproximadamente, 330 apicultores y la cantidad de 15 000 colmenas, las que producen 600 000 kilos anuales de miel.[cita requerida]

### Agricultura
Se encuentran sembradas 3 700 hectáreas de maíz, soja, trigo y moha.[cita requerida]

### Ganadería
La ganadería es explotada por 774 productores de ganado vacuno, con una existencia de 141 191 cabezas.[cita requerida]

### Comercio
La actividad comercial es encabezada por numerosas agencias de automotores, comercios de electrónica, viveros, supermercados, boutiques, perfumerías, mueblerías, etc.[cita requerida]

### Industria
La industria de Dolores cuenta con el frigorífico ADESA, el cual produce leche en polvo, leche chocolatada y distintas variedades sobre esta base. Tiene una producción diaria promedio de 5000 litros de leche.[cita requerida]
Como industrias menores cuenta con fábricas de hormigón, vibrados, químicas, panaderías, embutidos, especias, queserías, heladerías, dulces, champiñones y miel.[cita requerida]

## Hermanamientos
La ciudad de Dolores ha firmado vínculos de cooperación perdurables, en carácter de hermanamientos, con las siguientes ciudades:
- Dolores, España (21 de agosto de 2001)[13]
- Dolores, Uruguay (2001)[14]
- Cambo-les-Bains, Francia (21 de agosto de 2013)[15]
- Staufen (Brisgovia), Baden Württemberg, Alemania (30 de noviembre de 2017)[16]

## Parroquias de la Iglesia católica en Dolores
| Diócesis   | Chascomús                                                          |
| ---------- | ------------------------------------------------------------------ |
| Parroquias | Nuestra Señora de los Dolores, Sagrado Corazón de Jesús, San Roque |